# Cv Júlio de Noronha (V-32)
A Corveta Julio de Noronha (V32)  é uma corveta da Classe Inhaúma, da Marinha do Brasil. Esta é a terceira unidade de uma série de quatro corvetas da classe Inhaúma.

## Origem do nome
A Corveta Julio de Noronha, homenageia o Almirante Júlio César de Noronha (1845-1923). É o segundo navio a ostentar esse nome na Marinha do Brasil, o primeiro foi uma embarcação do tipo rebocador.
Como 2º Tenente atuou nas Campanhas do Uruguai e Paraguai. A bordo da Fragata a vapor Amazonas tomou parte na Batalha do Riachuelo, e no rompimento das passagens de Mercedes e Cuevas. Destacou-se nos combates de Paysandu, Riachuelo e Angustura. Recebeu a Imperial Ordem da Rosa por sua conduta frente ao inimigo. Foi Ministro da Marinha no período de 1902 a 1906.

## Construção
Construído no estaleiro Verolme, em Angra dos Reis, Rio de Janeiro, foi ao mar em dezembro de 1991, e a sua incorporação a Marinha ocorreu em 27 de outubro de 1992.
Ente os anos de 2008 e 2016 a embarcação passou por um processo de modernização no Arsenal de Marinha do Rio de Janeiro (AMRJ).

## Características
- Deslocamento: 1.970 ton (carregado).
- Dimensões: 95.77 m de comprimento, 11.4 m de boca, 3.7 m de calado e 5.3 m de calado máximo.
- Velocidade: 27 nós (máxima).
- Autonomia: 4.000 milhas náuticas à 15 nós.
- Armamento: 
  - 1 canhão Vickers Mk 8 de 4.5 polegadas/55 calibres (114mm);
  - 2 canhões Bofors L/70 de 40 mm, em dois reparos singelos;
  - 4 lançadores de mísseis superfície-superfície MM 40 Exocet;
  - 2 lançadores triplos Mk 32 de torpedos A/S de 324mm.
- Aeronaves: 1 helicóptero  AH-11A Super Lynx.
- Tripulação: 133 homens.

## Galeria

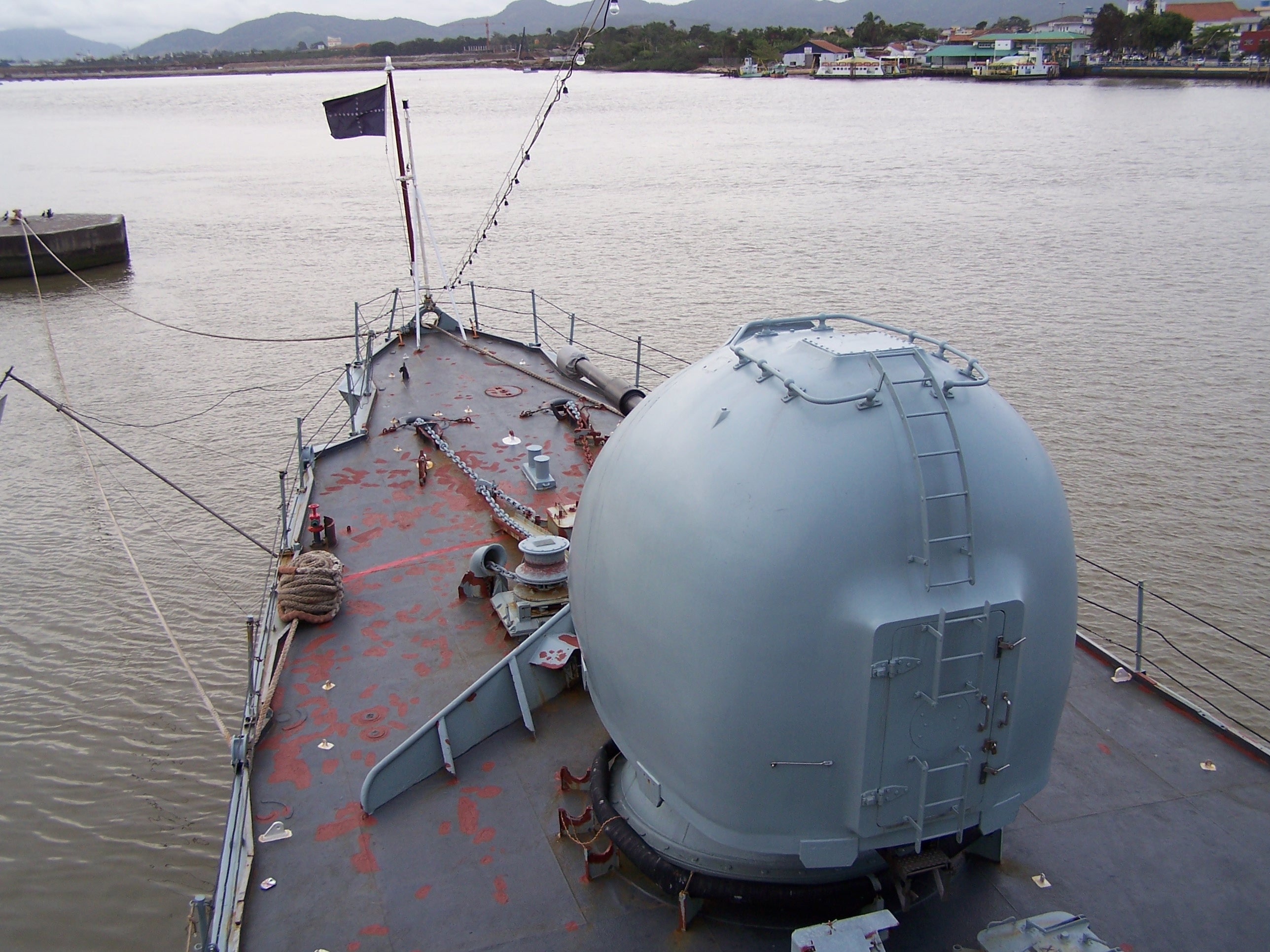
Cv Jaceguai (V-31), em 2004
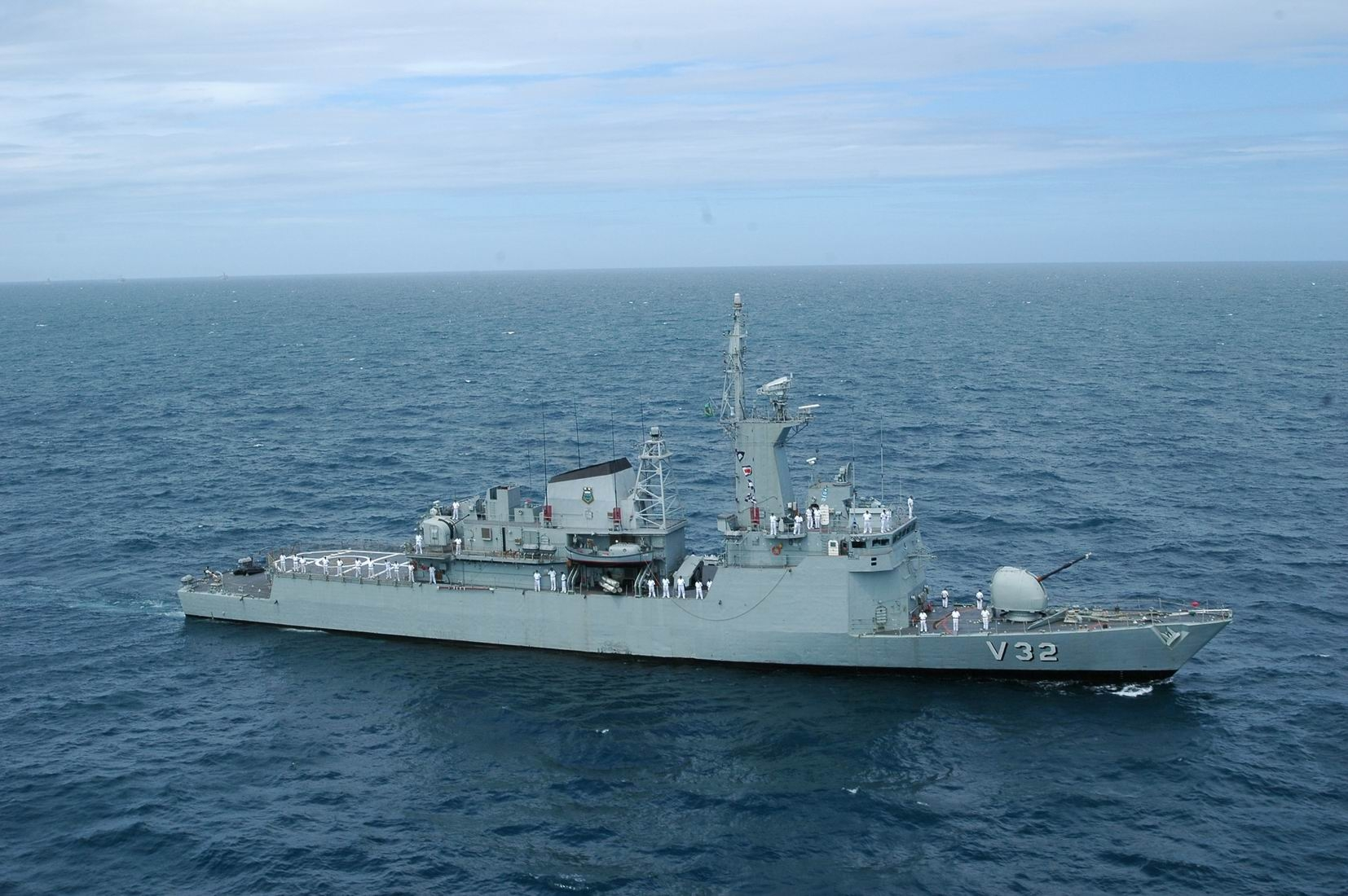
Cv Jaceguai (V-31), em 2005
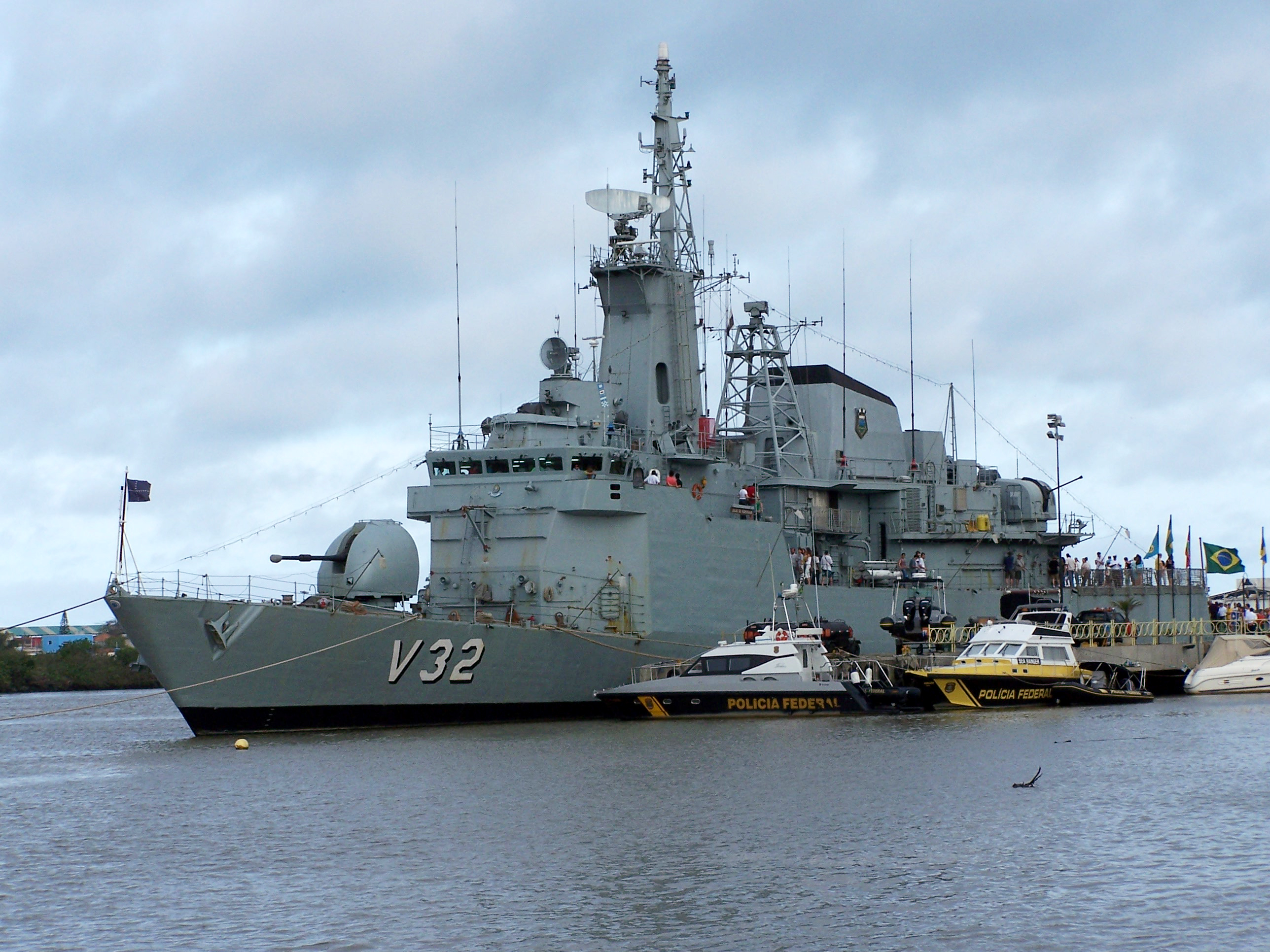
Cv Júlio de Noronha (V-32), em 2006